# Synagoga w Gąbinie
Synagoga w Gąbinie – drewniana bożnica w stylu barokowym, powstała w 1710 na Mazowszu zniszczona została w 1939 przez wojska niemieckie.

## Historia
Synagoga została zbudowana z drewna na wzgórzu u zbiegu ulicy Ciasnej i Tylnej, w stylu barokowym, w roku 1710, co było wypisane na metalowej fladze wieńczącej szczyt prawej wieży synagogi. Wyremontowana w 1893, co zaznaczone było w podobny sposób na drugiej wieży, spalona została 21 września 1939 przez okupantów niemieckich. Po wojnie w miejscu synagogi zbudowano budynek szkoły podstawowej (Szkoła Podstawowa Nr. 3 w Gąbinie).

## Opis
Synagoga wzniesiona była na planie prostokąta o wymiarach 16 na 18 metrów. Miała wysokość 17 m. Wyróżniała się dwoma baniastymi, barokowymi kopułami na wieżach po obu stronach bożnicy. W barokowym wnętrzu w głównej sali modlitw bima była umieszczona na podwyższeniu. Pulpit do czytania Tory był przyozdobiony lambrekinem, wykonanym z francuskich sztandarów. Na ścianie wschodniej znajdował się aron ha-kodesz zasłonięty parochetem, wyszywanym złotymi nićmi. Z sufitu zwieszał się zabytkowy świecznik ozdobiony orłem w koronie, pochodzący jeszcze z czasów przedrozbiorowych. Obok synagogi znajdował się bejt ha-midrasz z 1833.
Przed II wojną światową synagoga wpisana była do rejestru zabytków.